# Sympetrum parvulum
Sympetrum parvulum – gatunek ważki z rodziny ważkowatych (Libellulidae). Występuje we wschodniej Azji – w Chinach, Japonii, obu Koreach oraz w południowo-wschodniej Rosji, w tym na Sachalinie.